# NGC 6508
NGC 6508 este o galaxie situată în constelația Dragonul. A fost descoperită în 19 septembrie 1883 de către Ernst Hartwig.